# Benedetto Antelami
Benedetto Antelami est un architecte et un sculpteur italien qui intervint entre la seconde moitié du XIIe et les premières décennies du XIIIe siècle.
On estime sa naissance autour de 1150, mais ses dates et lieux de naissance et de mort ne sont pas connus.
Son activité semble avoir été centrée sur la Province de Parme, avec peut-être une intervention à Gênes et à Verceil (Piémont).
Il fut probablement l’ultime grand sculpteur roman italien et contribua également, avant même Nicolas et Giovanni Pisano, à la diffusion en Italie de la culture gothique, que sa forte personnalité a su adapter à la sensibilité classique de son pays.

## Biographie
Son nom apparaît une première fois sur le relief de la Descente de Croix qui se trouve conservée aujourd’hui dans le transept droit de la cathédrale de Parme et qui est très probablement un élément d’un ambon qu’il réalisa pour cette cathédrale. On le retrouve une seconde fois gravé sur l’architrave du portail nord du baptistère de Parme.

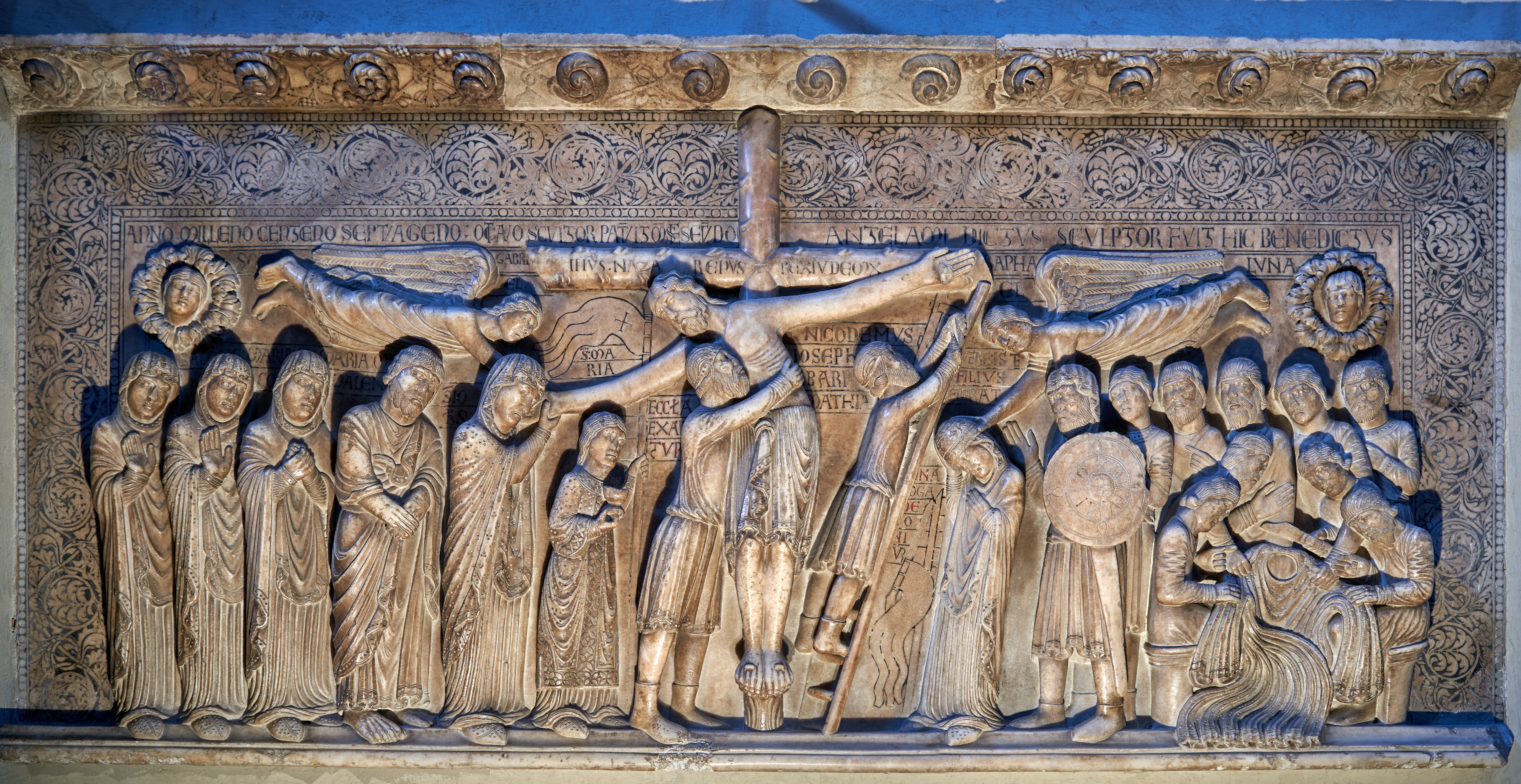
La Descente de Croix

L’origine, la formation professionnelle et quelques reconstitutions biographiques ont été déduites de ces deux seules œuvres dédicacées datant respectivement de 1178 et 1196, ainsi que de leur comparaison critique avec d’autres sculptures italiennes et françaises.
Son surnom laisse penser qu’il était d’origine lombarde, peut-être du Val d’Intelvi : le terme « antelami » dérive d’Antelamus, un toponyme originaire du haut Moyen Âge qui désignait une vallée située entre les lacs de Côme et de Lugano, aujourd’hui nommée Val d'Intelvi (it). C’est de cet endroit que proviennent des Maîtres fameux qui maintiendront toujours des liens étroits avec ce lieu. Comme l’attestent des actes notariés génois à partir de 1157, ils se regroupèrent en corporations au XIIe siècle.
Peut-être venait-il de Gênes où se trouvait une importante communauté de Magistri, origine qui expliquerait aisément sa formation à l’architecture provençale, tant les relations commerciales entre la cité ligure et Narbonne, Saint-Gilles et Arles étaient importantes. Car il est évident que de nombreux traits et caractéristiques stylistiques, ainsi que certains motifs iconographiques, dénoncent chez l’auteur de l’ambon de la cathédrale de Parme, une expérience directe du roman provençal. Certains spécialistes avancent même, que le Maître dut se former sur le chantier du cloître de Saint-Trophime en Arles, où ils lui attribuent sur le côté oriental, au moins un chapiteau daté autour de 1170/1175.

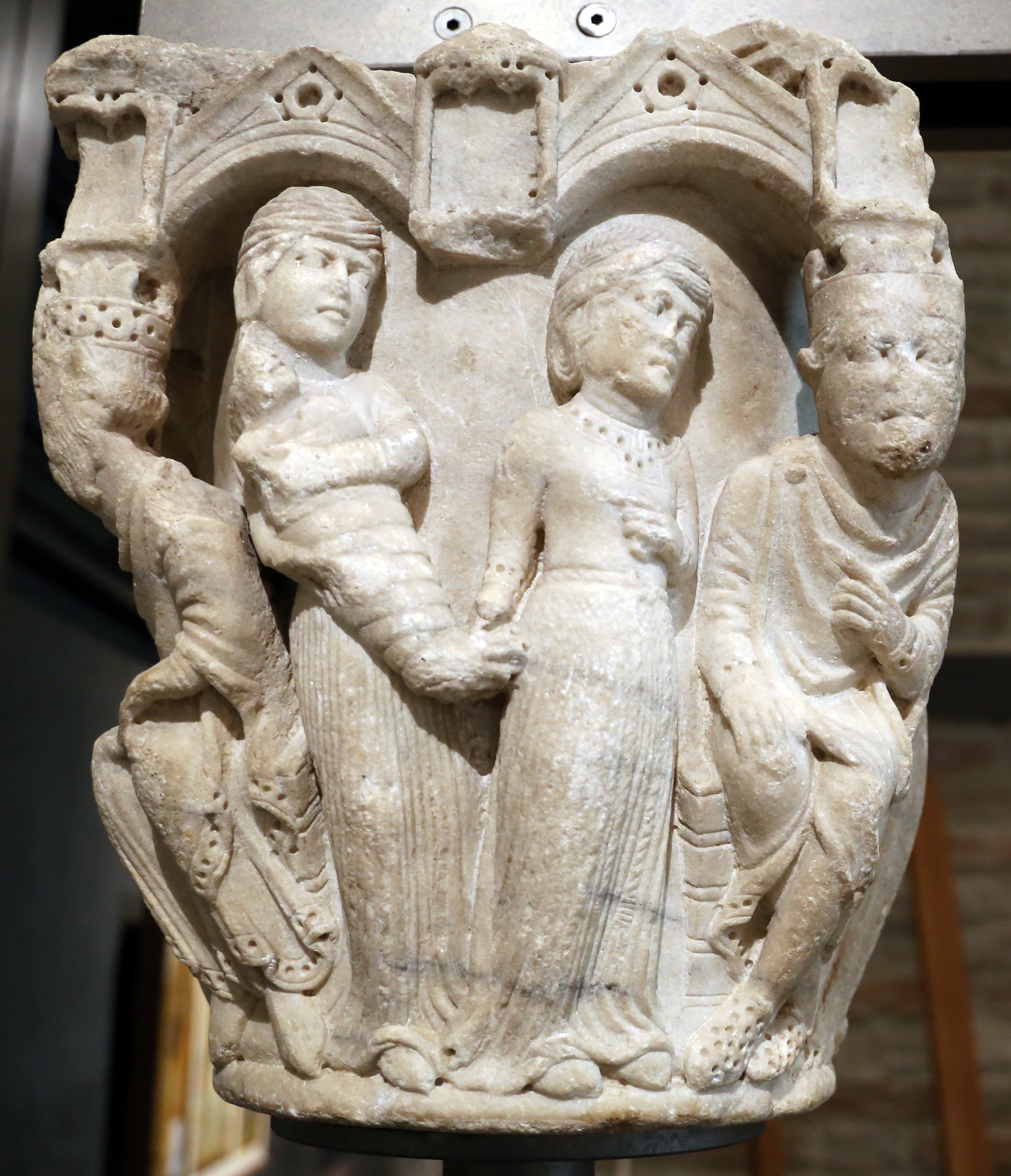
Chapiteaux de l'ambon
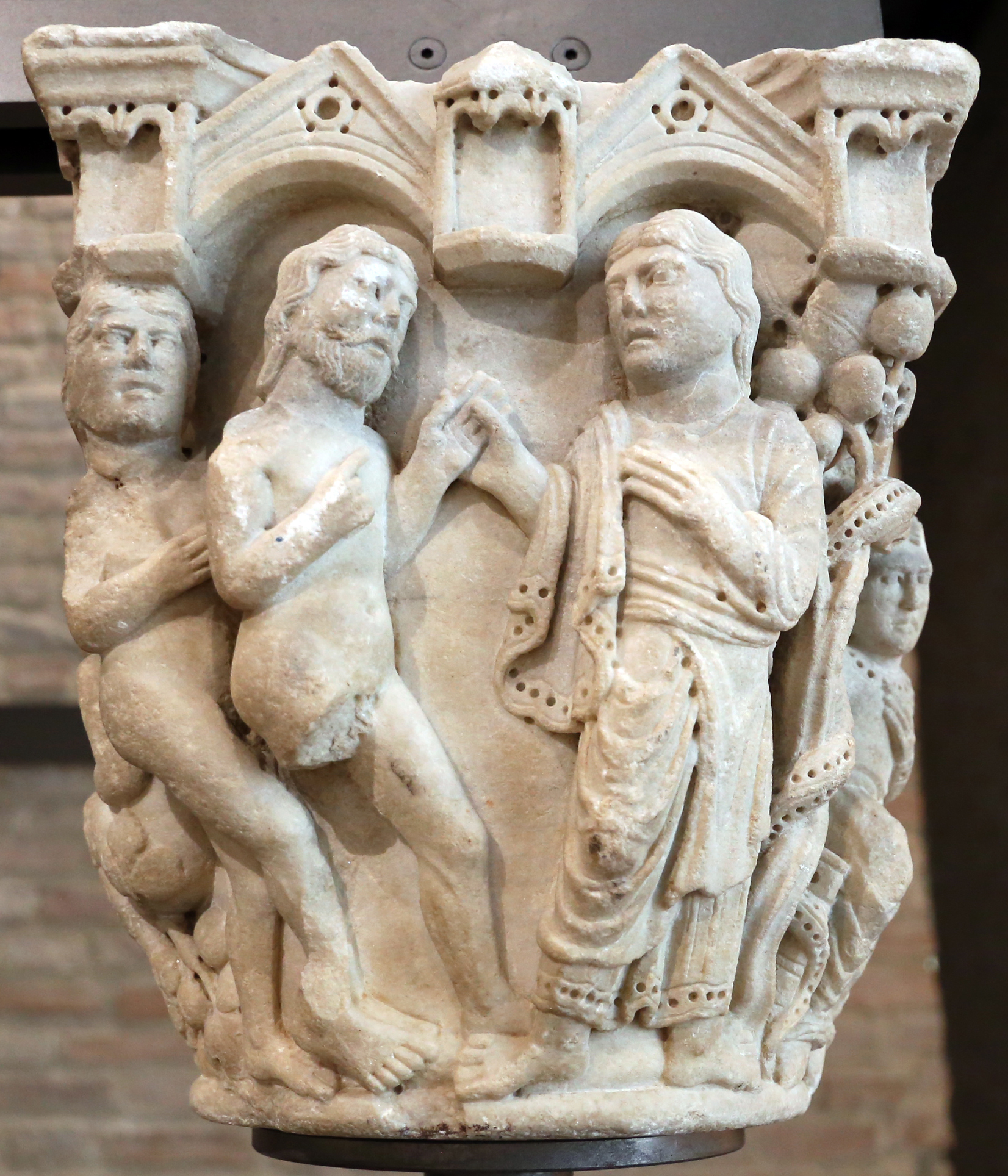
conservés à la Galerie Nazionale
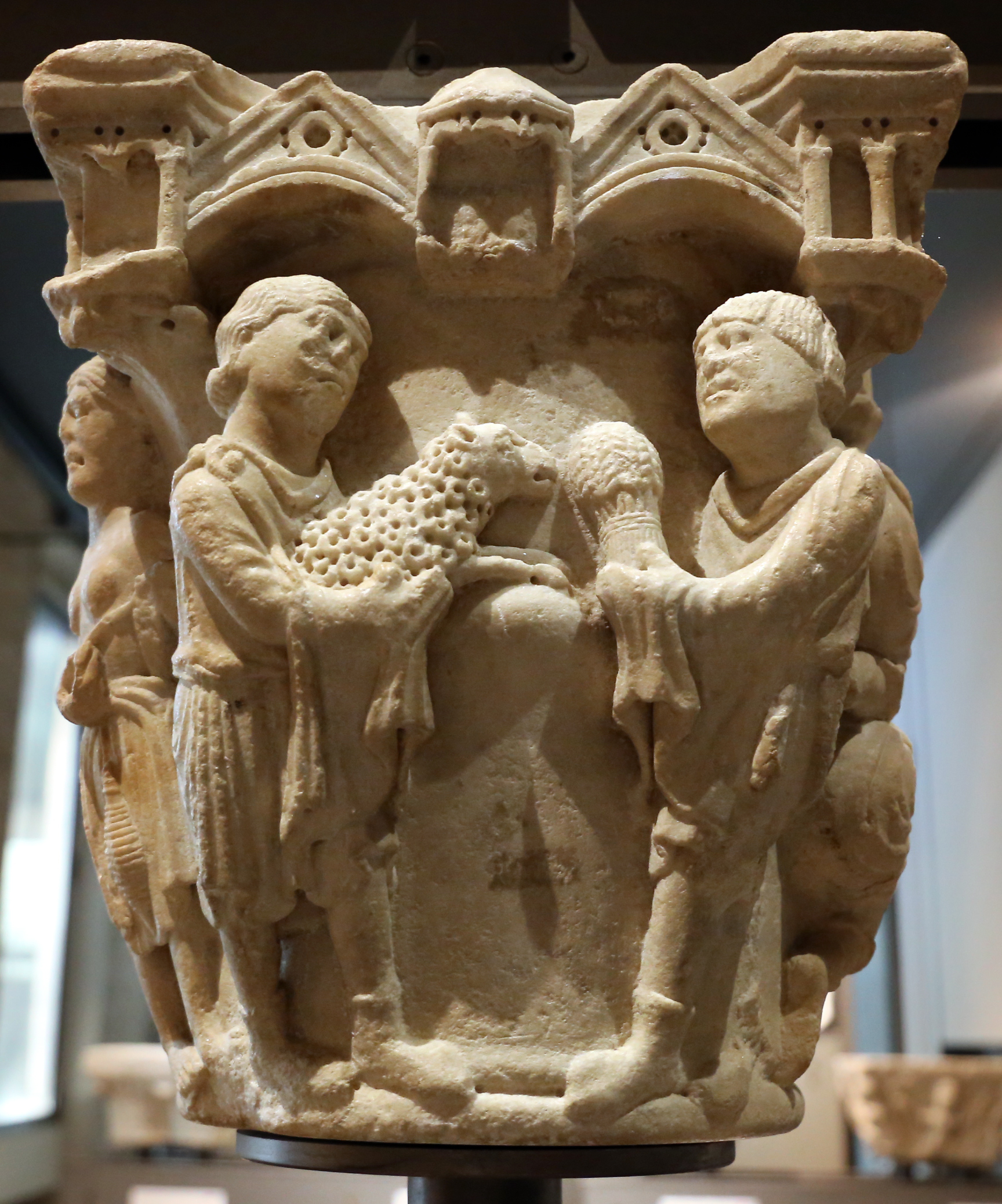
de Parme

Pour en revenir à l’éventuelle origine génoise de Benedetto Antelami, les études de Di Fabio sur Gênes, ont montré que les générations entières des magistri qui s’y sont succédé entre le XIIe et le XIVe siècle furent nécessairement d’autres artisans, appartenant à d’autres corporations que celles d’où est issu le maître actif à Parme. Cela alors même qu’une œuvre remarquable attribuée à Benedetto est encore aujourd’hui conservée à Gênes : il s’agit de deux lions stylophores en remplois sur la façade de la cathédrale San Lorenzo, qui à l’origine devaient appartenir à la chaire de cette cathédrale et dont les coïncidences de style et de méthodes de conception avec l’ambon de la cathédrale de Parme sont évidentes.
Ainsi donc, Antelami commença sa carrière par des œuvres spécifiquement romanes, comme le montrent les éléments de cet ambon de la cathédrale de Parme. La présence d’une influence gothique apparaîtra entre les années 1178 et 1196, période durant laquelle on suppose qu’il se chargea de la restauration de la cathédrale de Borgo San Donnino (aujourd'hui Fidenza). Il en redessina complètement la façade et introduisit l’idée de l’encadrer entre deux tours, disposition qui relie directement Antelami aux façades septentrionales du gothique français. Il paraît donc assez légitime d’envisager l’hypothèse qu’à l’issue de l’ambon de Parme, Antelami entreprit un nouveau voyage, cette fois en Île-de-France, où il étudia des monuments comme Chartres, Notre-Dame de Paris, et Le Mans, Bourges...

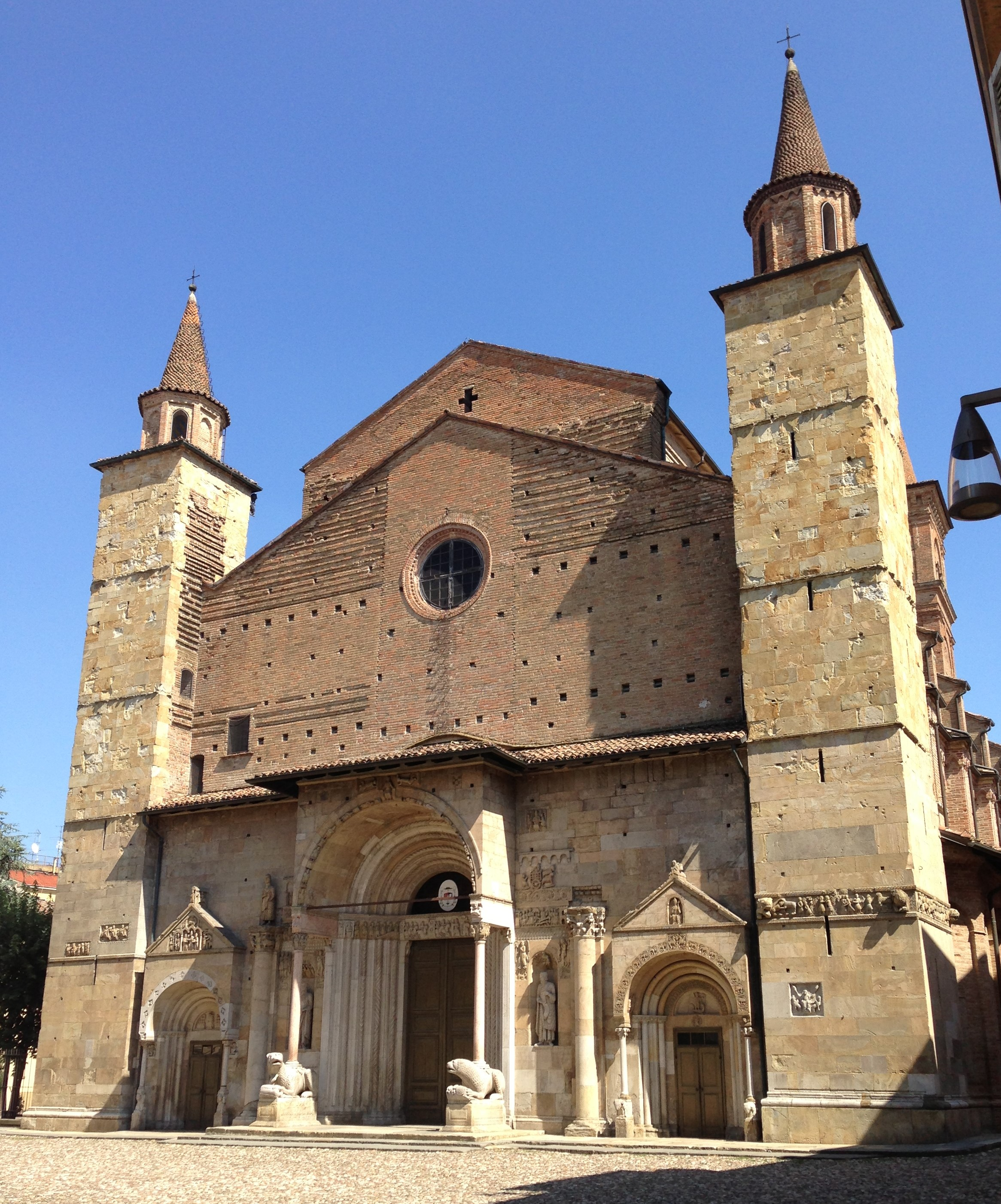
Façade de la cathédrale de Fidenza

Influence gothique que l’on rencontre ensuite sur le baptistère de Parme :
- Dans la scène du Jugement dernier et la statue de la Reine de Saba, tout droit inspirées des sculptures du transept de Chartres[8],

- Dans le tympan interne de la Présentation au temple, tirée de la baie de droite du portail occidental de Chartres,

- Alors que la Vierge du portail nord provient de celle de Chartres, mais aussi du portail Sainte-Anne de Notre-Dame de Paris[6].

Ces références au gothique ne doivent pas occulter chez Benedetto l’influence provençale et certainement pas non plus celle du roman italien, ni son goût du naturalisme. De fait, Antelami n’est ni un sculpteur gothique ni un sculpteur roman, il s’efforça de fondre ces divers éléments et sa personnalité domina et influença la sculpture italienne septentrionale durant la première moitié du XIIIe siècle.

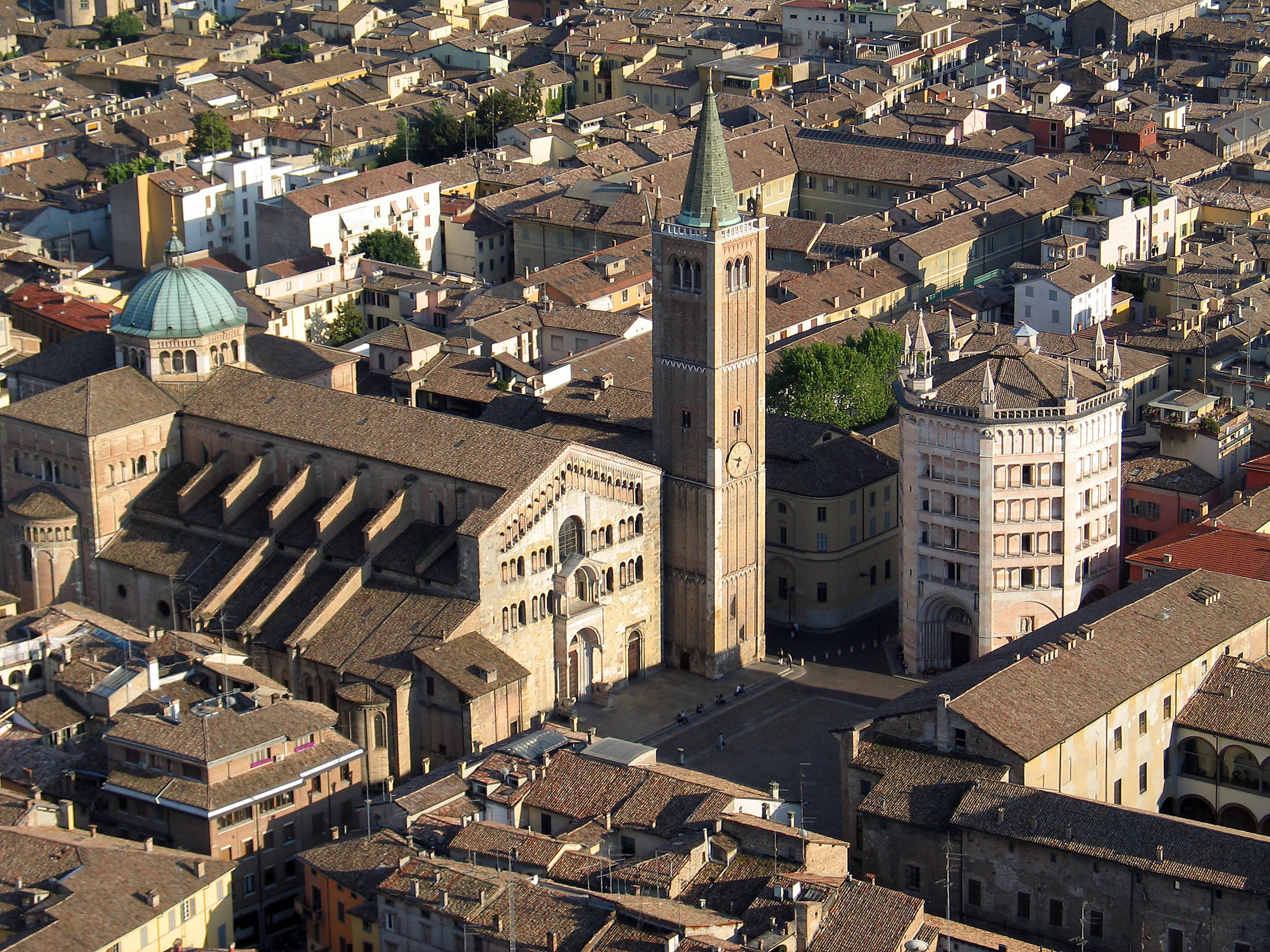
Cathédrale et baptistère de Parme

Benedetto réalisa une autre œuvre importante pour la cathédrale de Parme, il s’agit d’une grande porte des mois et des saisons dont on fixe l’achèvement dans les années 1210. Elle fut démontée et les éléments remployés par les campionesi dans le baptistère.
Benedetto commença son activité vers 1170 avec la réalisation de la chaire de la cathédrale San Lorenzo de Gênes. Si comme on le suppose il naquit autour de 1150, il devait avoir 65 ans lorsqu’il arrêta son activité à Parme. Lui demander encore, d’intervenir dix ans plus tard à la réalisation de la basilique Saint-André de Verceil comme certains spécialistes le voudraient, est peut-être abuser de ses forces.

## Œuvres
- La chaire de la cathédrale San Laurenzo de Gênes, pour laquelle nous ne possédons aujourd’hui que fort peu d’informations et qui se trouve uniquement matérialisée par deux lions stylophores de remplois placés sur la façade de la cathédrale.

- L’ancien ambon de la cathédrale de Parme, dont les éléments sont aujourd’hui  dispersés en divers lieux, le plus connu étant la Descente de Croix qui est un bas-relief sur une plaque de marbre, conservée dans la cathédrale. Il s’agit de la première œuvre attestée par une dédicace du Maître.

- La porte des mois et des saisons, exécutée à l’origine pour la cathédrale de Parme, mais dont les éléments décomposés se retrouvent aujourd’hui dans le baptistère de Parme.

- La cathédrale de Fidenza :

- Le baptistère de Parme :